# Georg Hoffgreff
Georg Hoffgreff, magyaros névalakban Hoffgreff György (? – Kolozsvár, 1558 vége / 1559 eleje) erdélyi nyomdász és könyvkereskedő.

## Életpályája
Kolozsvári erdélyi szász patríciuscsaládból származott. 1542–43-ban a wittenbergi egyetemen tanult, 1544-ben a Johannes Honterus-féle iskolában tanított, és feltehetőleg a reformátor szűkebb munkatársi körébe tartozott. 1546–47 körül Nürnbergbe utazott, ahol Johann vom Berg és Ulrich Neuber műhelyében kitanulta a könyvnyomtatást.
1550-ben Heltai Gáspárral megalapította az első kolozsvári nyomdát. Erdélyben ez volt a harmadik nyomda, de az első, amely magyar nyelvű kiadványokat (is) előállított. Első kiadványuk Heltai saját műve volt: Catechismus Minor, az az, a Keresztyeni tudomannac roevideden valo summaya. A kolofon a Colosvarba nyomtatot Helthai Gáspár és Hoffgreff György által felirat volt.
1553-ban a nyomtatványok kizárólag Heltai neve alatt jelentek meg, 1554 és 1558 között viszont egyedül Hoffgreff neve szerepelt a címlapokon. 1550-59 között a wittenbergi Christoph Schram kiadó kiadványait értékesítette Erdélyben.

## Munkássága
A nyomdának Hoffgreffhez köthető időszakában jelent meg Tinódi Lantos Sebestyén Chronica-ja (1554) és Batizi András Catechismus-a (1555). A magyar nyomdászat történetébe elsősorban a Hoffgreff-énekeskönyvvel vonult be, amelyet azonban több forrás Heltai gyűjtésének tart. Az énekgyűjtemény 1538 és 1552 között írt bibliai tárgyú költeményeket tartalmaz, és fába metszett hangjegyekkel jelent meg.
A Hofgreff-nyomda kiadványainak listája évek szerint:
1554
- Aelius Donatus: Aelii Donati viri clarissimi De octo partibvs orationis methodus.
- Hoffgreff-énekeskönyv
- Tinódi Lantos Sebestyén: Cronica, Tinodi Sebestien szörzese. Elsö reszebe Ianos kiral halalatul fogua ez esztendeig Dunan innet Erdel orszaggal löt minden hadac, veszödelmec reuidedön szép notakual enökbe vadnac.. Mas reszébe külömb külömb idökbe és orszagokba löt dolgoc, istoriac vannac.

1555
- Batizi András: Catechismvs az az, a keresztenyi tudomannac reuideden valo tanuasaga. Batzi Andras altal irattatot.
- Csabai Mátyás: Encomivm seruatae Agriae anno MDLII.
- Dávid Ferenc: Dialysis scripti Stancari contra primvm articvlvm synodi Szekiensis, qui de doctrina controuertitur, conscripta per Franciscum Dauidis.

1556
- Philipp Melanchthon: Grammatica latina.
- Molnár Gergely: Elementa grammaticae latinae pro recta scholasticae juventutis institutione ex praecipuis grammaticorum praeceptis.

1557
- Dávid Ferenc: Consensvs doctrinae de sacramentis Christi pastorum et ministrorum ecclesiarum in inferiori Pannonia et nationis vtriusq(ue) in tota Transyluania. Conscriptvs et pvblicatus in sancta synodo Claudiopolitana Transyluaniae, ipsa die sanctae, indiuiduae et sempe benedictae Trinitatis.

1558
- [Carmen ad Isabellam reginam et ad filium eius Johannem Sigismundum regem.]
- Dávid Ferenc: Acta synodi pastorvm ecclesiae nationis Hungaricae in Transyluania, die apostolorum Philippi et Iacobi anno MDLVIII in oppidp Thorda caelebratae. Quibus adiunctum est iudicium inclytae Academiae Witebergensis, de controuersia coenae Domini a clarissimo et doctissimo viro Philippo Melanchtonae conscriptum ecclesijsq(ue) Transyluanicis transmissum.
- Dávid Ferenc: Apologia adversvs maledicentiam et calvmnias Francissci Stancari, iussu et voluntate omnium docentium coelestem doctrinam incorrupte in ecclesijs Transyluanicis conscripta. Per ministros ecclessiae Claudiopolitanae in eadem Transyluania.
- Christian Schesaeus: Elegia de falsis prophetis, qvos Christvs confert lvpis, spinis et tribulis. Additum est epicedium de morte r. viri domini Laurentij Leschini.
- Vízaknai Gergely: A Szentháromságrol, a teremtésről es az angyalockrol valo szep tudomany magyar nyelven irattatot az tudos es istenfelo Wizacknai Gergely altal.